# كولم كيهو
كولم كيهو (بالإنجليزية: Colm Kehoe)‏ هو لاعب قذف أيرلندي، ولد في 1972 في Bunclody ‏ في جمهورية أيرلندا.